# بيتكوين سي (شركة)
بيتكوين سي (بالإنجليزية: BTCC، هو اختصار للاسم السابق Bitcoin China) هي بورصة وشركة للعملات المُعَمَّاة مقرها المملكة المتحدة والتي كانت ثاني أكبر بورصة في العالم من حيث الحجم في أكتوبر 2014. أسسها بوبي لي في يونيو 2011 باسم بيتكوين الصين (بالإنجليزية: Bitcoin China)، حيث كانت أول بورصة بيتكوين في الصين. تم أعادت تسميتها لتصبح (بيتكوين سي BTCC) وأطلقت موقعها (www.btcc.com) في عام 2015. أعلنت الشركة في 18 ديسمبر 2013 أنها علقت مؤقتًا قبول ودائع اليوان الصيني، بعد بيان ديسمبر الصادر عن بنك الشعب الصيني (PBOC).

## روابط خارجية
- موقع رسمي
- موقع تايوان الرسمي
- موقع اليابان الرسمي
- موقع كوريا الرسمي